# Liste d'élections en 1891
Chronologie des élections
- 1887
- 1888
- 1889
- 1890
- 1891
- 1892
- 1893
- 1894
- 1895

Cet article recense les élections organisées durant l'année 1891.

## Événements géopolitiques d'intérêt national ou international en 1891
Cette section concerne des événements d'intérêt géopolitique relatifs à des états souverains, éventuellement fédéraux mais qui ne soient ni élections ni référendums. Ces événements peuvent être d'intérêt national, voire international, d'origine nationale ou étrangère.
| Date           | État     | Événement |
| -------------- | -------- | --- |
| Janvier - mars | Belgique | Le référendum royal est une tentative avortée de permettre au Roi de prendre l'initiative de soumettre des référendums au vote populaire. Le projet de loi a été rejeté par le parlement ; aucun référendum n'a été organisé. |

## Élections nationales en 1891
Cette section concerne les élections législatives et présidentielles dans un état souverain, éventuellement fédéral, ainsi que leurs principaux référendums.
| Date            | État       | Élection ou référendum | Contexte | Résultat |
| --------------- | ---------- | ---------------------- | --- | --- |
| 1890 - 1891     | États-Unis | Sénat (en)             | | Cette section est vide, insuffisamment détaillée ou incomplète. Votre aide est la bienvenue ! Comment faire ? |
| 1891            | Chili      | Législatives (nl)      | | Cette section est vide, insuffisamment détaillée ou incomplète. Votre aide est la bienvenue ! Comment faire ? |
| Janvier         | Salvador   | Présidentielle (en)    | | Cette section est vide, insuffisamment détaillée ou incomplète. Votre aide est la bienvenue ! Comment faire ? |
| 4 janvier       | France     | Sénatoriales           | | Cette section est vide, insuffisamment détaillée ou incomplète. Votre aide est la bienvenue ! Comment faire ? |
| 1er février     | Espagne    | Générales              | | Cette section est vide, insuffisamment détaillée ou incomplète. Votre aide est la bienvenue ! Comment faire ? |
| 25 février      | Brésil     | Présidentielle (en)    | | Cette section est vide, insuffisamment détaillée ou incomplète. Votre aide est la bienvenue ! Comment faire ? |
| 15 mars         | Suisse     | Référendum (de)        | Loi fédérale concernant les fonctionnaires et employés fédéraux devenus incapables de remplir leurs fonctions | Rejetée |
| 5 mars          | Canada     | Fédérales              | | les conservateurs de Macdonald sont réélus à un sixième mandat majoritaire, défaisant les libéraux et leur nouveau chef Wilfrid Laurier. C'est la dernière élection de Macdonald, qui meurt peu de temps après : quatre chefs conservateurs lui succèdent : John Abbott, John Thompson, Mackenzie Bowell et Charles Tupper. Tous, sauf Tupper, meurent en fonction. |
| Mai             | Liberia    | Présidentielle (nl)    | | Cette section est vide, insuffisamment détaillée ou incomplète. Votre aide est la bienvenue ! Comment faire ? |
| 9 juin          | Pays-Bas   | 2de Chambre (nl)       | | Cette section est vide, insuffisamment détaillée ou incomplète. Votre aide est la bienvenue ! Comment faire ? |
| 7 juillet       | Suisse     | Référendum (de)        | Arrêté fédéral concernant la révision de la constitution fédérale                                             | Accepté |
| 25 juillet      | Chili      | Présidentielle (en)    | | Cette section est vide, insuffisamment détaillée ou incomplète. Votre aide est la bienvenue ! Comment faire ? |
| 4 - 6 septembre | Honduras   | Présidentielle (en)    | | Cette section est vide, insuffisamment détaillée ou incomplète. Votre aide est la bienvenue ! Comment faire ? |
| 18 octobre      | Suisse     | Référendum (de)        | Arrêté fédéral concernant la révision de l'article 39 de la constitution fédérale                             | Accepté |
| 18 octobre      | Suisse     | Référendum (de)        | Loi fédérale sur le tarif des douanes fédérales                                                               | Acceptée |
| 18 octobre      | Chili      | Présidentielle (en)    | | Cette section est vide, insuffisamment détaillée ou incomplète. Votre aide est la bienvenue ! Comment faire ? |
| 6 décembre      | Suisse     | Référendum (de)        | Arrêté fédéral concernant l'achat du chemin de fer Central suisse                                             | Rejeté |

## Élections en subdivisions nationales en 1891
Cette section concerne les élections législatives dans un État fédéré, une subdivision territoriale ou une colonie d'un État souverain, ainsi que leurs principaux référendums.
| Date                 | Subdivision               | État               | Élection ou référendum | Contexte | Résultat |
| -------------------- | ------------------------- | ------------------ | ---------------------- | -------- | --- |
| 1891                 | Maurice                   | Empire britannique | Générales (en)         |          | Cette section est vide, insuffisamment détaillée ou incomplète. Votre aide est la bienvenue ! Comment faire ? |
| 1891                 | Îles Féroé                | Danemark           | Générales (en)         |          | Cette section est vide, insuffisamment détaillée ou incomplète. Votre aide est la bienvenue ! Comment faire ? |
| 2 mars 1891 - 4 mars | Cisleithanie              | Autriche-Hongrie   | Législatives (de)      |          | Cette section est vide, insuffisamment détaillée ou incomplète. Votre aide est la bienvenue ! Comment faire ? |
| 8 juin - 9 décembre  | Norvège                   | Suède-Norvège      | Législatives (no)      |          | Cette section est vide, insuffisamment détaillée ou incomplète. Votre aide est la bienvenue ! Comment faire ? |
| 7 novembre           | Chypre                    | Empire britannique | Législative (en)       |          | Cette section est vide, insuffisamment détaillée ou incomplète. Votre aide est la bienvenue ! Comment faire ? |
| 7 novembre           | Territoires du Nord-Ouest | Canada             | Générales (en)         |          | Cette section est vide, insuffisamment détaillée ou incomplète. Votre aide est la bienvenue ! Comment faire ? |